# Marmo arabescato
Il marmo arabescato è una varietà di marmo bianco molto pregiata con venature grigio scure, dette "arabeschi".
È estratto sulle Alpi Apuane versiliesi, in provincia di Lucca. Trova ampio uso nella realizzazione di pavimentazioni e rivestimenti di interni.

## Impatto ambientale
A causa dell'elevato impatto ambientale e paesaggistico dell'asportazione di questo minerale dal bacino delle Alpi Apuane, da anni il movimento No Cav conduce un'aspra battaglia ambientalista per la chiusura delle cave dal quale viene estratto.

### Alcuni tipi di marmo
- Bardiglio
- Bianco di Asiago
- Caldia
- Marmo Bianconeve Ziche
- Marmo botticino
- Marmo di Candoglia
- Marmo di Carrara
- Marmo di Chiampo
- Marmo cipollino mandolato
- Marmo di Lasa
- Marmo occhialino
- Marmo Pentelico
- Marmo Primavera
- Marmo verde di Taormina
- Marmo di Vezza
- Marmo di Zandobbio